# UGCA 86
UGCA 86是马菲星系群中的一个不规则星系。